# Landgericht Siegen

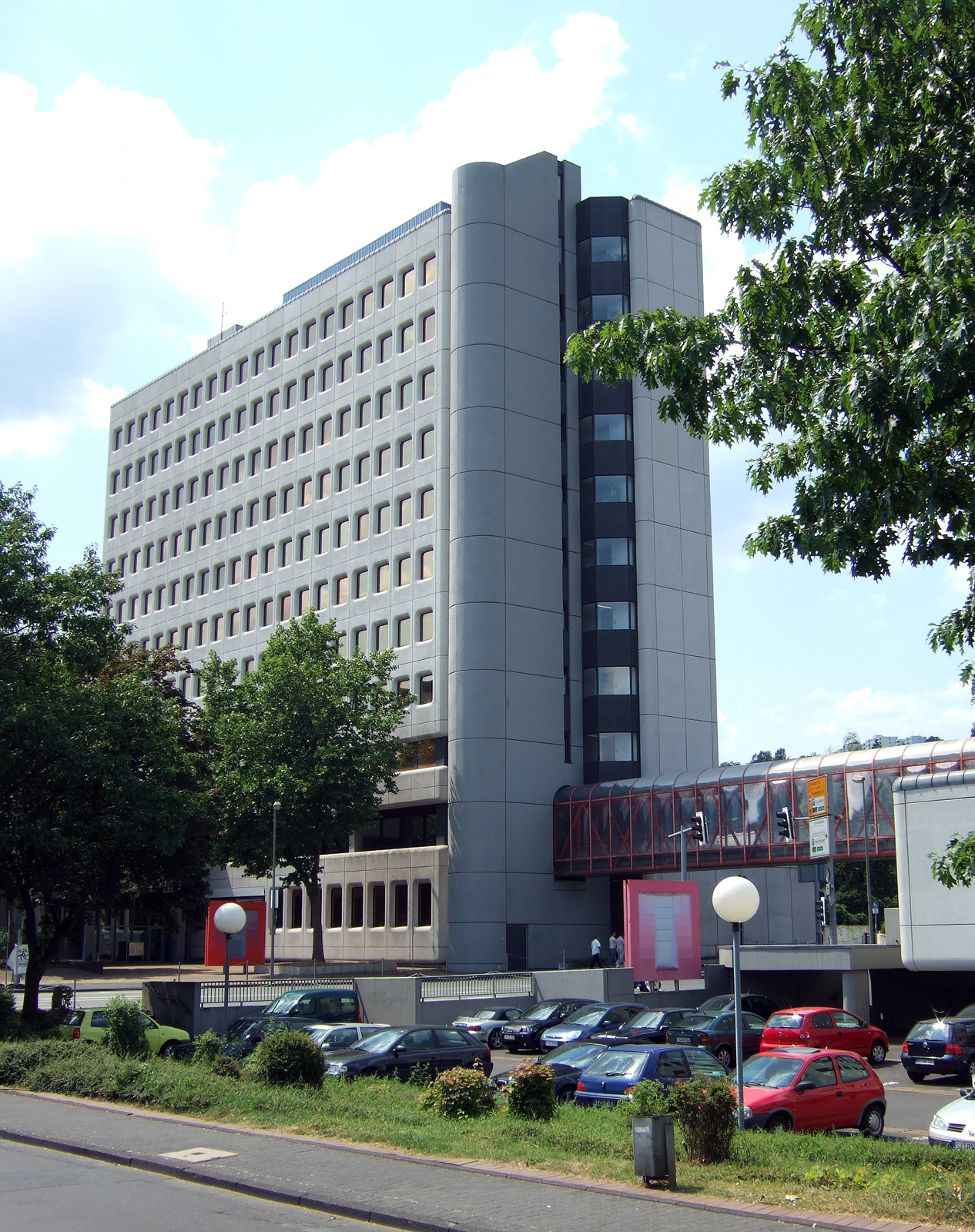
Justizhochhaus

Das Landgericht Siegen ist ein Gericht der ordentlichen Gerichtsbarkeit und das jüngste der zehn Landgerichte im Bezirk des Oberlandesgerichts Hamm. Bei ihm sind fünf Zivilkammern, zwei Kammern für Handelssachen, sechs Strafkammern und zwei Strafvollstreckungskammern gebildet.

## Gerichtssitz und -bezirk
Sitz des Gerichts ist die Kreisstadt Siegen in Nordrhein-Westfalen. Im Gerichtsbezirk, der sich auf die Kreise Siegen-Wittgenstein und Olpe erstreckt, leben ca. 420.000 Menschen.
Präsidentin des Landgerichts Siegen ist seit Februar 2010 Dagmar Schulze-Lange, die Gerd-Ulrich Hammer in dieser Funktion ablöste.

## Gebäude

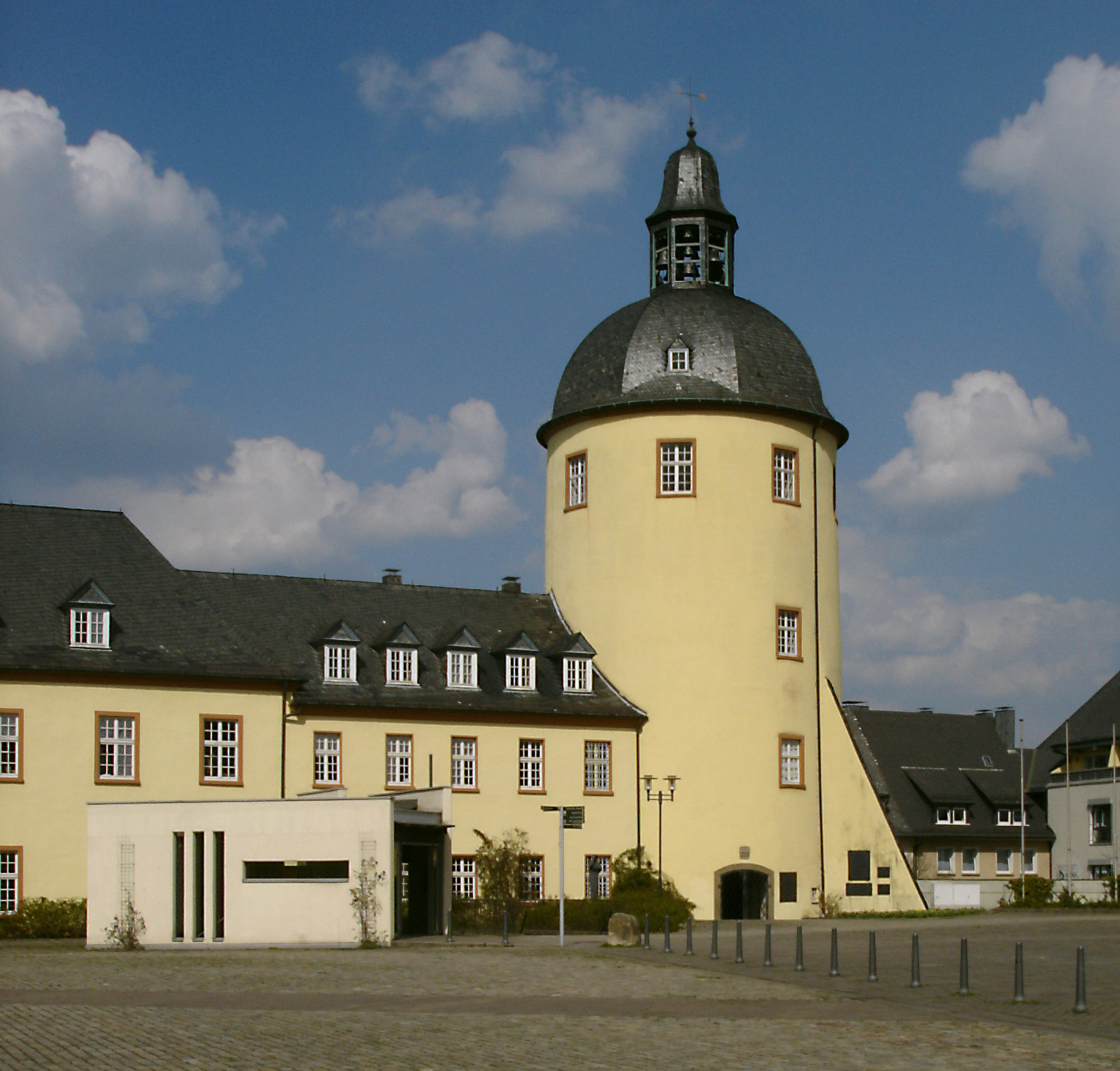
Früheres Gerichtsgebäude
Unteres Schloss

Das Gericht ist seit 1976 gemeinsam mit dem Amtsgericht Siegen und der Staatsanwaltschaft im Justizhochhaus Berliner Straße 22 untergebracht. Bis dahin residierte es im Unteren Schloss, das bereits bis 1878 das damalige Kreisgericht Siegen beherbergte.

## Geschichte
Das Gericht wurde am 1. Oktober 1933 mit dem Preußischen Gesetz über die Neugliederung von Gerichtsbezirken im Bereich der Oberlandesgerichte Frankfurt a.M., Hamm und Köln vom 23. Juni 1933 gegründet. Hierzu wurden Amtsgerichte aus den Landgerichtsbezirken Arnsberg, Limburg und Neuwied dem Landgericht Siegen zugeordnet. Dies waren:
| Amtsgericht              | Sitz         | Herkunft             | Anmerkung |
| ------------------------ | ------------ | -------------------- | --- |
| Amtsgericht Attendorn    | Attendorn    | Landgericht Arnsberg | 31. Dezember 1978 aufgelöst und verteilt auf die Amtsgerichte Olpe und Lennestadt                                                  |
| Amtsgericht Attendorn    | Attendorn    | Landgericht Arnsberg | |
| Amtsgericht Berleburg    | Berleburg    | Landgericht Arnsberg | |
| Amtsgericht Burbach      | Burbach      | Landgericht Arnsberg | 30. Juni 1976 aufgelöst |
| Amtsgericht Grevenbrück  | Grevenbrück  | Landgericht Arnsberg | 1969 umbenannt in Lennestadt |
| Amtsgericht Hilchenbach  | Hilchenbach  | Landgericht Arnsberg | 30. Juni 1976 aufgelöst |
| Amtsgericht Kirchhundem  | Kirchhundem  | Landgericht Arnsberg | 31. Dezember 1969 aufgelöst |
| Amtsgericht Laasphe      | Laasphe      | Landgericht Arnsberg | 31. Dezember 1969 aufgelöst, die Gemeinden des Gerichtsbezirks kamen zum Amtsgericht Bad Berleburg                                 |
| Amtsgericht Olpe         | Olpe         | Landgericht Arnsberg | |
| Amtsgericht Siegen       | Siegen       | Landgericht Arnsberg | dem seit 1. Juli 1976 auch die Rechtsprechung in den Bezirken der aufgelösten Amtsgerichte Burbach und Hilchenbach aufgetragen ist |
| Amtsgericht Dillenburg   | Dillenburg   | Landgericht Limburg  | |
| Amtsgericht Herborn      | Herborn      | Landgericht Limburg  | |
| Amtsgericht Altenkirchen | Altenkirchen | Landgericht Neuwied  | |
| Amtsgericht Daaden       | Daaden       | Landgericht Neuwied  | |
| Amtsgericht Kirchen      | Kirchen      | Landgericht Neuwied  | |
| Amtsgericht Wissen       | Wissen       | Landgericht Neuwied  | |

## Über- und nachgeordnete Gerichte
Dem Landgericht Siegen ist das Oberlandesgericht Hamm übergeordnet. Nachgeordnet sind die Amtsgerichte Bad Berleburg, Lennestadt, Olpe und Siegen.